# Hans Kappertz

Hans Kappertz, ca. 1932

Hans Kappertz (* 1. März 1888 in Aachen; † 13. Juli 1954 ebenda) war ein deutscher Lehrer und Politiker (SPD).

## Leben und Wirken
Hans Kappertz war ein Sohn eines Uhrmachers.
Nach dem Besuch der katholischen Volksschule und der Präparandie in Aachen wurde Kappertz am Lehrerseminar Cornelimünster ausgebildet. Um 1908 trat Kappertz in die Sozialdemokratische Partei Deutschlands (SPD) ein. Ebenfalls 1908 erhielt er seine erste Lehrerstelle. Ab 1913 war Kappertz an der Volksschule der Stadt Aachen tätig. 1914 heiratete er. Von 1914 bis 1916 nahm Kappertz am Ersten Weltkrieg teil. Nach der Novemberrevolution von 1918 wurde er Stadtverordneter und Fraktionsvorsitzender der SPD in der Stadtverordnetenversammlung in Aachen, was er bis 1933 blieb.
Während des Ruhrkampfes wurde Kappertz wegen der Herausgabe einer Ersatzzeitung von der belgischen Besatzungsregierung zusammen mit seiner Familie für 13 Monate aus seiner Heimat ausgewiesen. Von 1930 bis 1932 saß Kappertz im Preußischen Landtag. Bei der Reichstagswahl vom Juli 1932 wurde Kappertz in den Reichstag gewählt, in dem er bis zur Wahl vom November desselben Jahres den Wahlkreis 20 (Köln-Aachen) vertrat. 1933 wurde er, nachdem er bereits Anfang des Jahres durch die SA und SS in seiner Wohnung, welche auch demoliert worden war, überfallen worden war, kurzfristig in Schutzhaft genommen. Anschließend wurde seine Familie auf behördliche Anweisung hin aus Aachen ausgewiesen und Kappertz floh mit seiner Frau in das Nonnenkloster in Köln-Ehrenfeld. Es folgten weitere Hausdurchsuchungen und Meldungen bei der Gestapo. Am 24. September 1933 wurde er aufgrund des § 4 des Gesetzes zur Wiederherstellung des Berufsbeamtentums aus dem Schuldienst entlassen, was einem Berufsverbot gleichkam. Bis April 1940 blieb das Berufsverbot bestehen. Nach seinem Ausschluss aus dem Schuldienst wurde er Vertreter für Bauschutzstoffe. Ab April 1940 durfte er wieder in den Volksschuldienst zurückkehren. 
Ferner war Kappertz seit seiner Gründung bis 1928 Mitglied des Kreis- und Bezirkslehrerrates von Aachen, Mitbegründer und langjähriges Vorstandsmitglied der Ortsgruppe des Volksschullehrervereins und der Gewerkschaft Deutscher Volksschullehrer. Außerdem war Kappertz in der kommunalpolitischen Vereinigung und der Arbeiterwohlfahrt des Regierungsbezirks Aachen sowie im Vorstand der kommunalpolitischen Vereinigung des Bezirks Oberrhein tätig.
1945 war er kurzzeitig als Volksschullehrer in Oberfranken aktiv. Von 1946 bis April 1953 bekleidete er das Amt des Schulrates und (Ober-)Regierungsrates in Aachen. Anschließend ging er in den Ruhestand.